# 210 mm moździerz 210/8 D.S.
Moździerz wz. 210/8 D.S. kal. 210 mm (wł. Mortaio da 210/8 D.S.) – włoski moździerz z okresu I wojny światowej.
210 mm moździerz wz. 210/8 D.S. został zbudowany w okresie I wojny światowej, przetrwał on w niektórych jednostkach odwodu naczelnego dowództwa armii włoskiej do II wojny światowej. W latach 1939–1940 używany był do obrony portów i twierdz. Strzelał pociskami o masie 100,5 – 103,6 kg.